# Controguerra Moscato amabile
Le Controguerra Moscato amabile est un vin italien de la région Abruzzes doté d'une appellation DOC depuis le 20 août 1996. Seuls ont droit à la DOC les vins blancs récoltés à l'intérieur de l'aire de production définie par le décret. 

## Aire de production
Les vignobles autorisés se situent en province de Teramo dans les communes de Controguerra, Torano Nuovo, Ancarano, Corropoli et Colonnella.

## Caractéristiques organoleptiques
- couleur : jaune paille
- odeur : typique, harmonique et caractéristique
- saveur : doux et harmonique

## Production
Province, saison, volume en hectolitres :
- pas de données disponible